# 中路 (桃園市)
中路，是台灣桃園市桃園區的一個傳統地域名稱。

## 地理

### 地名由來
中路地名由來有兩種說法：
- 中路地處桃園與中壢兩大聚落之間，居淡新官道中途而得名。

- 昔日桃園台地的開發，大致由西北海濱向東南方向拓展。乾隆二年（1737年）粵籍墾民薛啟隆率眾數百，順南崁溪向東南開墾，至十二年（1747年）已在桃園形成街市，至乾隆末大姑崁（今大溪）與三角湧（今三峽）亦相繼開墾完成。當時張敦仁開闢道路通往海山堡（包括大溪與三峽），中路位於途中交通要地而得名。[1]:44

### 範圍
中路位於桃園區西南部，約指桃園以西至茄苳溪，縱貫公路南北側的地區:44。北及東北與埔子為鄰，東與桃園、大樹林為鄰，東南與小大湳為鄰，南邊為下庄子，西邊為茄苳溪、崁子腳、新興。相較於今日行政區，其範圍大致包括中成里不含中部偏北地區、龍岡里東北部、龍安里北大半部、文中里、中信里、中路里、中正里、中興里、光興里、西門里、西湖里、南華里、南門里、玉山里、泰山里、中平里、中原里、中山里、中聖里、中泰里、中德里。

### 聚落
本地區發展較早的聚落有茄苳溪、松子腳、十八家子、樹林、忠國員子、望高藔、皮藔子等，在日治初期的官方地圖上已有記載。此外，本地區尚有松柏林、泉坡尾等聚落。

## 歷史

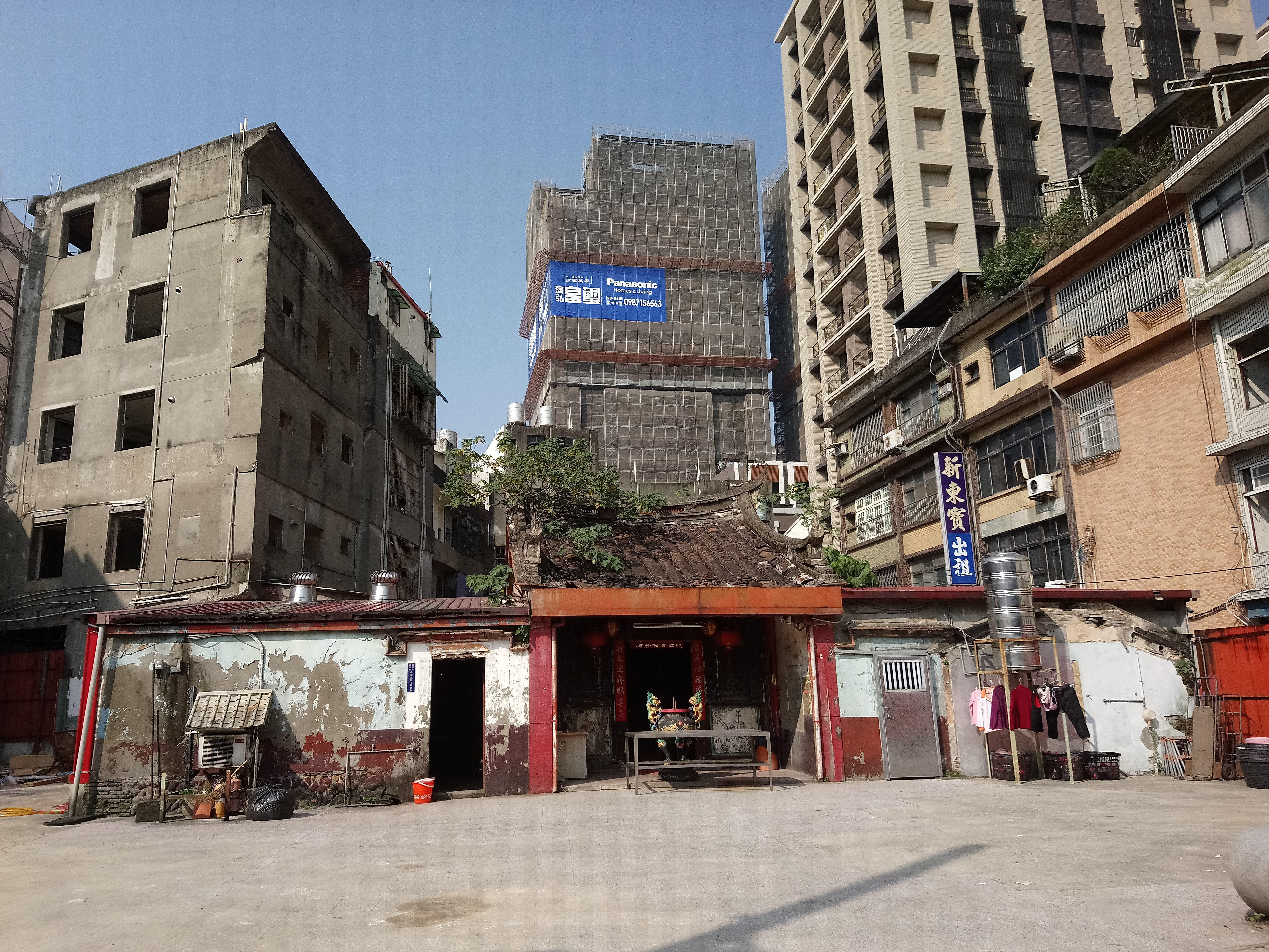
桃園西廟。

1901年（日治明治三十四年）11月，全台廢縣廳改設二十廳，該庄隸屬於桃仔園廳。1903年（明治三十六年），改名桃園廳。1909年（明治四十二年）10月，合併二十廳為十二廳，該庄隸屬不變。1920年（大正九年），該庄改制為「中路」大字，隸屬於新竹州桃園郡桃園街。
戰後桃園街改制為桃園鎮，隸屬於新竹縣，大字亦改制為里。1950年桃、竹、苗分治，桃園鎮改隸屬於桃園縣。1971年7月，桃園鎮升格為縣轄桃園市。2014年12月桃園縣升格為直轄桃園市，桃園市改制為桃園區。

## 桃園中路計畫區

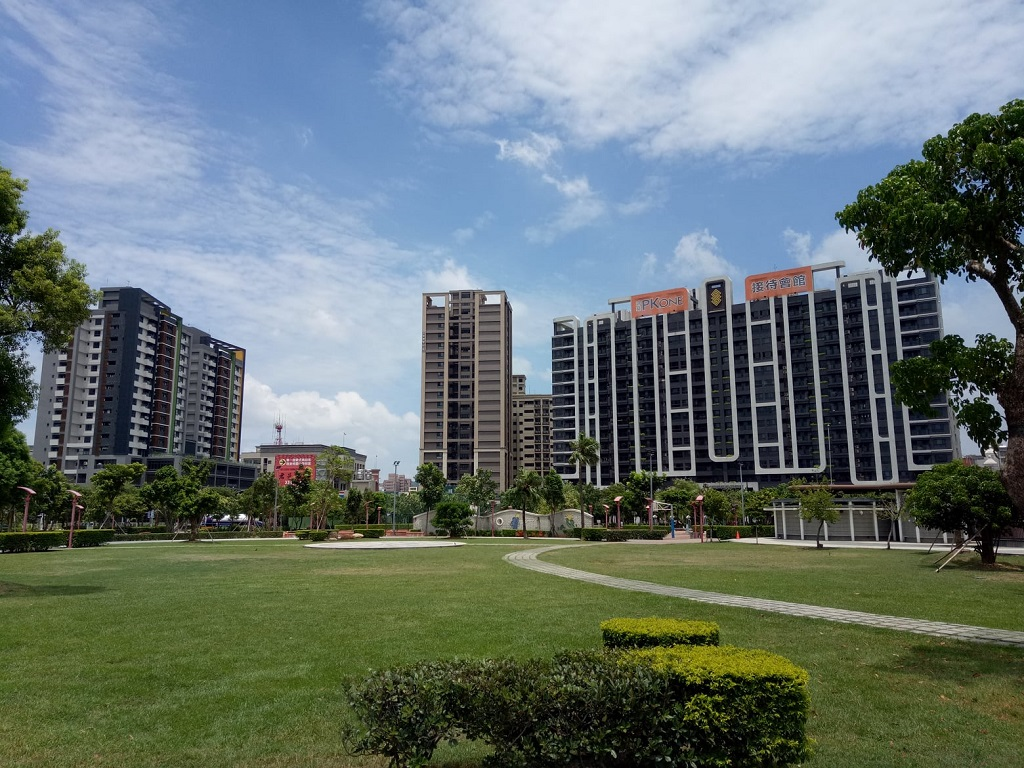
桃園中路重劃區向陽公園

桃園中路計畫區，俗稱中路重劃區，是桃園市政府於此地規劃的一處都市計畫區域，範圍約在永安路、國際路、文中路、廈門街、民安路之間。此處原先為桃園市都市計畫、南崁新市鎮都市計畫、縱貫公路桃園內壢間都市計畫三個都市計畫的重疊區域，因此開發情況混亂，桃園市政府遂提出此計畫區整合區域內的土地與資源，以促進都市正面發展並縫合前述三大都市計畫之間的空隙。

## 旅遊

### 文化資產
- 桃園西廟 （页面存档备份，存于）：創立於清道光九年（1829年），主祀觀世音菩薩，配祀大眾爺，安撫亡魂，因位於當時之城西，故通稱「西廟」。位於中山路220號。
- 桃園郡米榖統制組合倉庫（歷史建築，新生路165號，1936年）

## 交通
台鐵縱貫線是台灣西部鐵路南北幹線，大致以東北東—西南西走向蜿蜒經過中路地區中部偏南地帶。境內未設站，西南側最近的是內壢車站，屬三等站，僅停靠區間車；東北側最近的是桃園車站，屬一等站，除部分普悠瑪號、太魯閣號、自強號班次外，其餘各級列車均有停靠；由該等車站可前往台鐵沿線各站。
國道2號是桃園國際機場至國道3號鶯歌系統交流道的高速公路，東段又稱「桃園內環線」，先以北北西—南南東走向轉北北東—南南西走向蜿蜒經過本地區西北部，再以北北西—南南東走向轉西北西—東南東走向蜿蜒經過本地區南部。境內西北部大興西路三段交會處設有南桃園交流道，由此向北可前往國道1號機場系統交流道、機場，向南可前往八德、國道3號鶯歌系統交流道。
省道台1線（三民路三段、中山路）又稱「縱貫公路」，是台北至屏東楓港的傳統平面幹道，大致以東北—西南走向轉縱向再轉東北東—西南西走向再轉東北—西南走向橫貫本地區。由此道路向東北轉東南東再轉東繞過桃園市區，可前往龜山、新莊、三重等地，向西南可前往中壢、平鎮、楊梅等地。
省道台1甲線（復興路）是台北至桃園的平面幹道，其西側端點位於本地區東部省道台1線路口。由此向東南出境後轉東北東穿越桃園市區後，大致與省道台1線平行而位於其南側。
省道台4線（三民路三段）是竹圍到石門的幹道，大致以東北—西南走向與省道台1線共線進入本地區東北部，其後轉縱向至中山路路口，續向南獨行至離開本地區。由該道路向東北轉東北東再轉北北西可前往南崁、竹圍並止於省道台15線路口，向南可前往八德、大溪、龍潭大坪並止於省道台3乙線路口。
市道110號（永安路、三民路三段）是大園至新店的道路，大致先以西北西—東南東走向經過本地區西北部凸出部分，再以北北西—南南東轉西北—東南走向沿本地區北部邊界地帶行至三民路三段，轉西南—東北走向與省道台1線、台4線共線不遠即出境。由該道路向西北西可前往大竹圍（大竹）、新庄子、埔心、大園市區並止於省道台15線路口，向東北轉東北東與省道台1線、台4線共線至春日路路口，轉南南東獨行至離開桃園市區後，可前往鶯歌、三峽、新店等地。
區道桃53線（國際路二段～一段）是埔子至埔頂的道路，大致以縱向蜿蜒貫穿本地區。由該道路向北可前往埔子西南部並止於中埔國小前的市道110號路口，向南可前往下庄子、八德、埔頂並止於省道台3線路口。
區道桃53-1線（文中路）是桃園至內壢的道路，其東側端點位於本地區北部偏北的正光街、吉祥路路口。由此向西轉西南西可前往福興、內壢並止於松江北路路口。

## 學校
- 桃園特教學校
- 武陵高中
- 陽明高中
- 振聲高中
- 桃園國中
- 中興國中
- 西門國小
- 南門國小
- 中山國小
- 文山國小

## 廟宇
- 桃園慈護宮（媽祖廟）